# Potpeće (Užice)
Pour les articles homonymes, voir Potpeće.
Potpeće (en serbe cyrillique : Потпеће) est un village de Serbie situé sur le territoire de la Ville d'Užice, district de Zlatibor. Au recensement de 2011, il comptait 464 habitants.

## Géographie
Potpeće est situé sur les bords de la Đetinja, un affluent de la Zapadna Morava. Sur le territoire du village se trouve la grotte de Potpeće, inscrite sur la liste des monuments naturels géologiques de la République de Serbie (ID WDPA 328899).

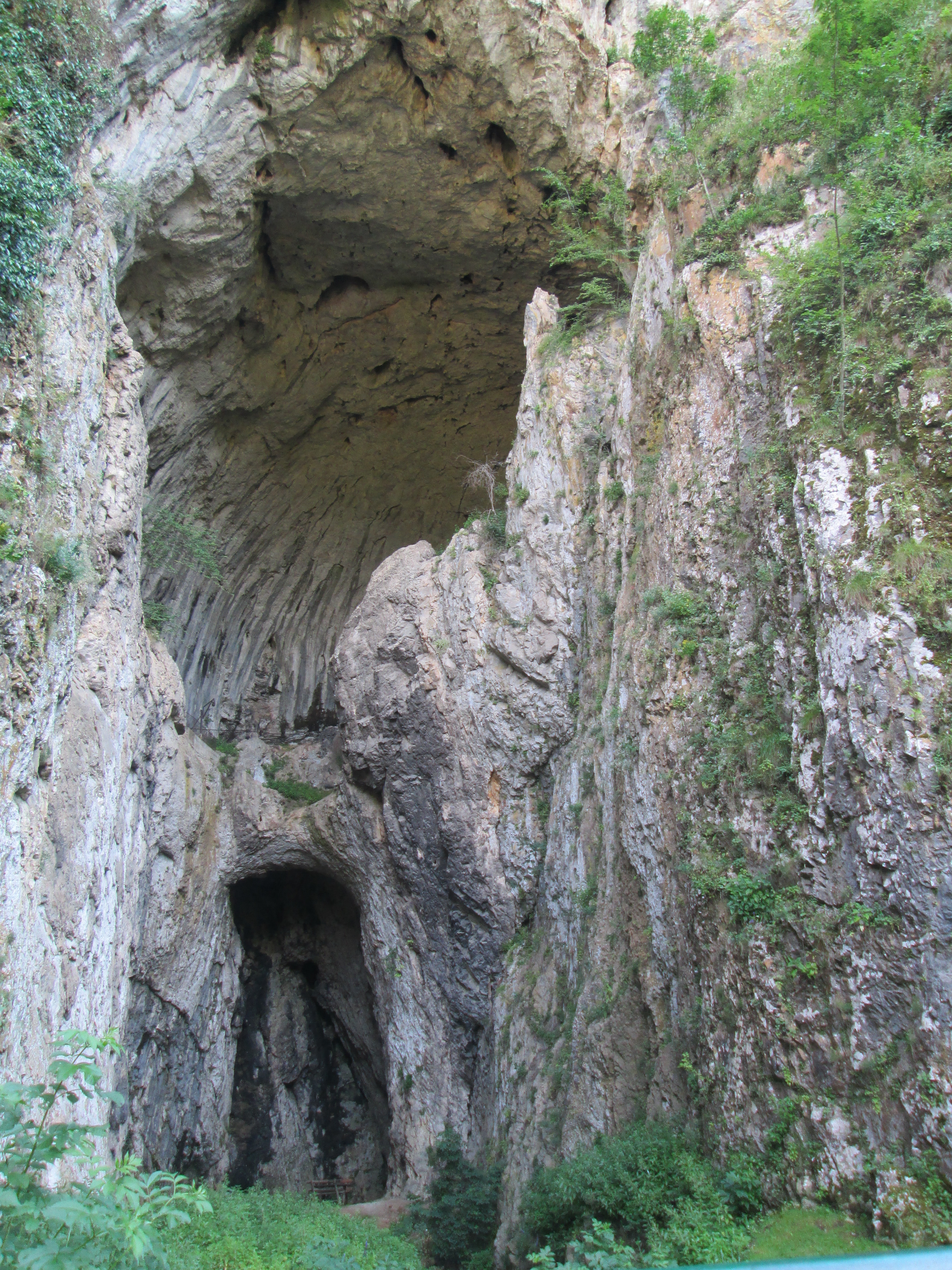
L'entrée de la grotte de Potpeće
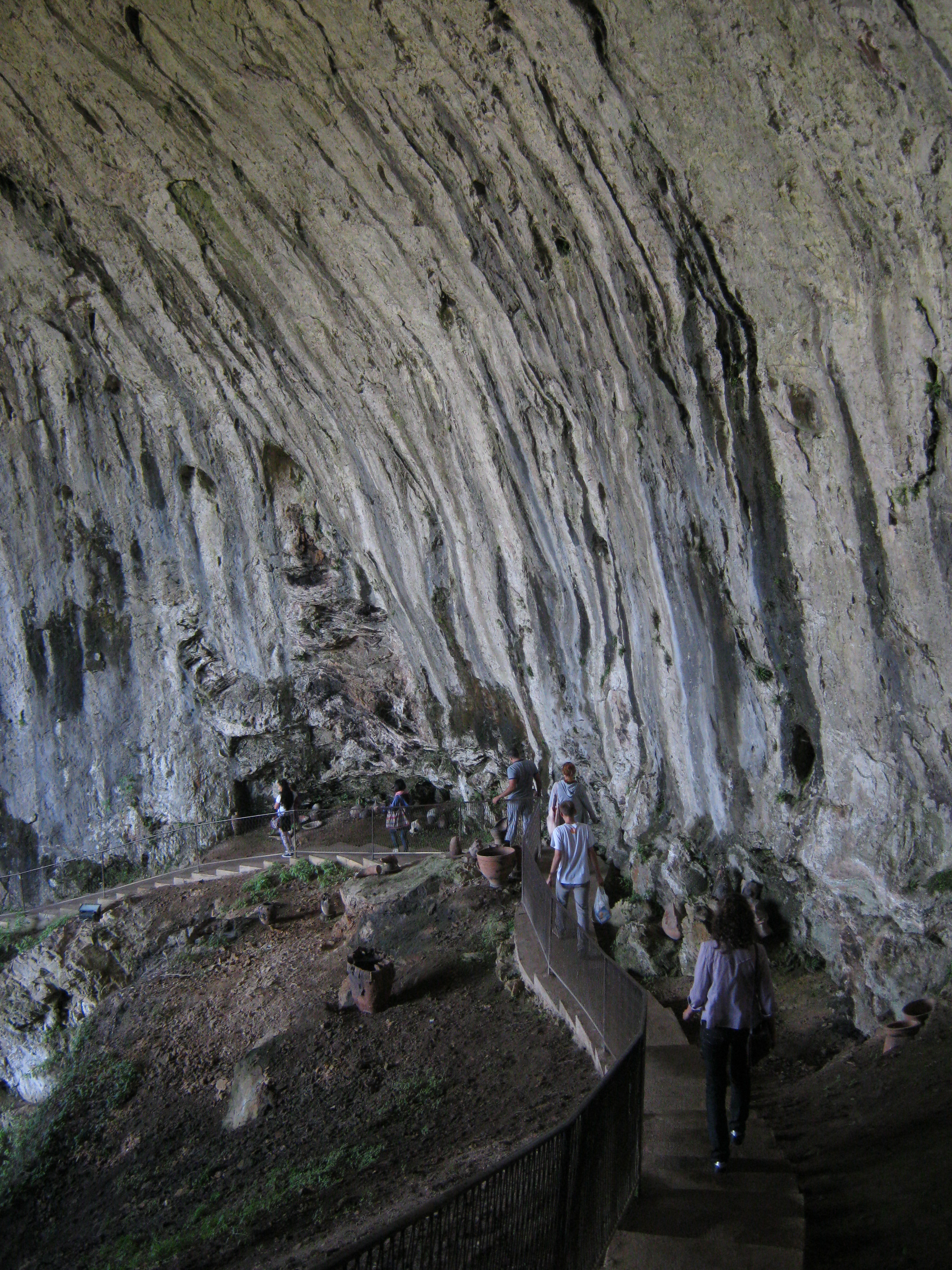
L'intérieur de la grotte

## Démographie
| 1948 | 1953 | 1961 | 1971 | 1981 | 1991 | 2002 | 2011 |
| ---- | ---- | ---- | ---- | ---- | ---- | ---- | ---- |
| 536  | 536  | 622  | 609  | 585  | 552  | 512  | 464  |

|  |